# Shazam! Gniew bogów
Shazam! Gniew bogów (oryg. Shazam! Fury of the Gods) – amerykański fantastycznonaukowy film akcji na podstawie serii komiksów o superbohaterze o tym samym pseudonimie wydawnictwa DC Comics. Za reżyserię odpowiada David F. Sandberg na podstawie scenariusza Henry’ego Gaydena. Tytułową rolę zagrali Zachary Levi i Asher Angel, a obok nich w rolach głównych wystąpili Jack Dylan Grazer, Adam Brody, Rachel Zegler, Grace Fulton, Ian Chen, Ross Butler, Jovan Armand, D.J. Cotrona, Faithe Herman, Meagan Good, Lucy Liu, Djimon Hounsou i Helen Mirren.
Gniew bogów jest kontynuacją filmu Shazam! z 2019 roku i dwunastym filmem należącym do franczyzy DC Extended Universe. Światowa premiera filmu odbyła się 14 marca 2023 roku w Fox Village Theater w Los Angeles, natomiast dla szerszej publiczności w Stanach Zjednoczonych produkcja zadebiutowała 17 marca 2023 roku. Film spotkał się z mieszanym przyjęciem krytyków.

## Obsada
- Asher Angel i Zachary Levi jako Billy Batson / Shazam, chłopiec, który otrzymał od starożytnego czarodzieja magiczną moc. Dzięki niej wystarczy, że powie słowo „Shazam”, a zmieni się w dorosłego, który posiada nadludzkie umiejętności. Angel gra Batsona[2], a Levi jego superbohaterskie alter ego[3].
- Jack Dylan Grazer i Adam Brody jako Freddy Freeman, niepełnosprawny przyjaciel Batsona, z którym mieszka w rodzinie zastępczej i jako jedyny wie o jego mocach. Grazer gra nastolatka, Brody jego superbohaterskie alter ego[4].
- Rachel Zegler jako Anthea / Anne, córka Atlasa[5].
- Grace Fulton jako Mary Bromfield, przyjaciółka Batsona, z którym mieszka w rodzinie zastępczej. Fulton gra także jej superbohaterskie alter ego[4][6].
- Ian Chen i Ross Butler jako Eugene Choi, przyjaciel Batsona, z którym mieszka w rodzinie zastępczej. Chen gra nastolatka, a Butler jego superbohaterskie alter ego[4].
- Jovan Armand i D.J. Cotrona jako Pedro Peña, przyjaciel Batsona, z którym mieszka w rodzinie zastępczej. Armand gra nastolatka, a Cotrona jego superbohaterskie alter ego[4].
- Faithe Herman i Meagan Good jako Darla Dudley, przyjaciółka Batsona, z którym mieszka w rodzinie zastępczej. Herman gra nastolatkę, a Good jej superbohaterskie alter ego[4].
- Lucy Liu jako Kalypso, córka Atlasa i siostra Hespery[7].
- Djimon Hounsou jako Shazam, ostatni żyjący członek Rady Czarodziejów, który obdarzył swoimi mocami Billy’ego Batsona[8].
- Helen Mirren jako Hespera, córka Atlasa[9].

W filmie ponadto wystąpili: Marta Milans jako Rosa Vázquez, matka zastępcza Batsona, Bromfield, Freemana, Choiego i Dudley oraz Cooper Andrews jako Victor Vázquez, ich zastępczy ojciec.
Swoje role z poprzednich produkcji DCEU powtórzyli: Gal Gadot jako Diana Prince / Wonder Woman, w scenie między napisami Jennifer Holland jako Emilia Harcourt i Steve Agee jako John Economos, a w scenie po napisach Mark Strong jako dr. Thaddeus Sivana i reżyser David F. Sandberg jako głos Mister Mind.
W rolach cameo wystąpili także: P. J. Byrne jako dr Dario Bava, pediatra, którego Billy pomylił z terapeutą, Diedrich Bader jako Pan Geckle, nauczyciel szkolny. Żona Sandberga, Lotta Losten, która w poprzedniej części zagrała dr Lynn Crosby, pojawia się jako pielęgniarka uratowana przez Shazama. Michael Gray, który portretował Billy’ego Batsona w serialu telewizyjnym z lat 70., występuje jako człowiek na ulicy.

## Produkcja

### Rozwój projektu
Prace nad sequelem rozpoczęły się w kwietniu 2019 roku. Poinformowano wtedy, że Henry Gayden powróci jako scenarzysta, a David F. Sandberg na stanowisku reżysera. W grudniu została ustalona amerykańska data premiery na 1 kwietnia 2022 roku. W kwietniu 2020 roku wskutek pandemii COVID-19 przesunięto ją na 4 listopada. W sierpniu podczas DC FanDome podano pełny tytuł filmu Shazam! Fury of the Gods. W październiku przesunięto ponownie datę wydania na 2 czerwca 2023 roku.

### Casting
W kwietniu 2019 roku Michelle Borth wyjawiła, że podpisała kontrakt na pięć filmów. W czerwcu 2019 roku potwierdzono, że Zachary Levi powróci jako Shazam, a w grudniu Asher Angel jako Billy Batson. W czerwcu 2020 roku poinformowano, że Marta Milans powtórzy rolę Rosy Vázquez i potwierdzono powrót Jacka Dylana Grazera w roli Freddy’ego Freemana. W sierpniu poinformowano, że swoje role powtórzą również: Meagan Good, Faithe Herman, Adam Brody, Ross Butler, D.J. Cotrona, Grace Fulton, Ian Chen i Jovan Armand.
W lutym 2021 roku ujawniono, że do obsady dołączyła Rachel Zegler, a miesiąc później Lucy Liu jako Kalypso. W kwietniu poinformowano, że Helen Mirren wystąpi jako Hespera. W maju wyjawiono, że Cooper Andrews powróci jako Victor Vázquez.

### Zdjęcia
Zdjęcia do filmu rozpoczęły się 26 maja 2021 roku w Atlancie. Odpowiada za nie Gyula Pados. 1 września poinformowano, że prace na planie zostały zakończone.

## Promocja

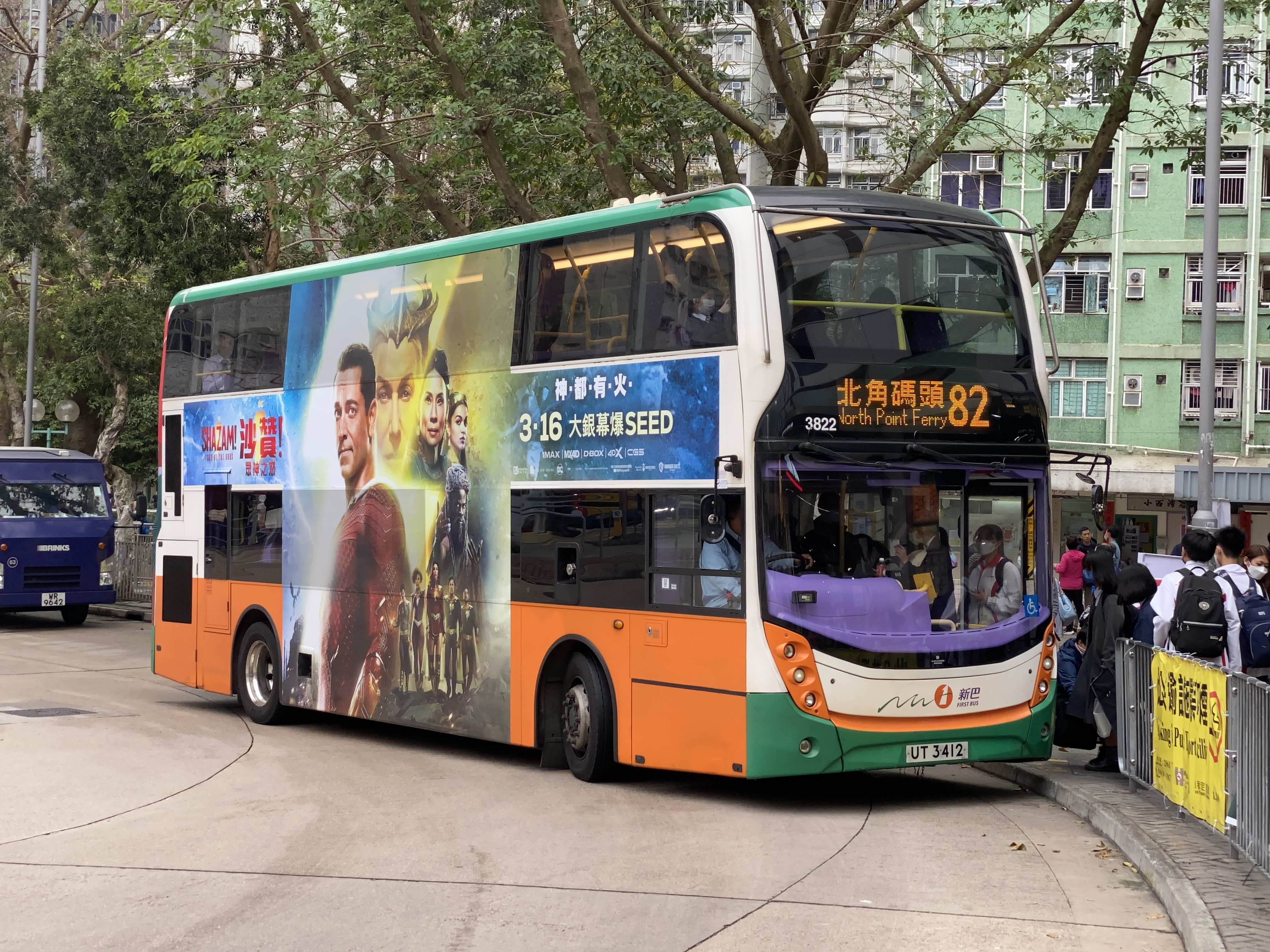
Hongkoński autobus z reklamą filmu (2023)

23 lipca 2022, podczas San Diego Comic-Conu pojawił się pierwszy zwiastun filmu.

## Wydanie
Światowa premiera Shazam! Gniew bogów miała odbyła się 14 marca 2023 roku w Fox Village Theater w Los Angeles, natomiast dla szerszej publiczności w Stanach Zjednoczonych produkcja zadebiutowała 17 marca 2023 roku. Początkowo była ona zaplanowana na 1 kwietnia 2022 roku, jednak wskutek pandemii COVID-19 została ona najpierw przesunięta na 4 listopada 2022, później ponownie na czerwiec następnego roku, a następnie przyspieszona na grudzień.

## Odbiór

### Reakcje krytyków
Film spotkał się z mieszanymi recenzjami krytyków. W serwisie Rotten Tomatoes 49% z 237 recenzji uznano za pozytywne, a średnia ocen wystawionych na ich podstawie wyniosła 5,6/10. Na agregatorze Metacritic średnia ważona ocen z 49 recenzji wyniosła 47 na 100 punktów. Według serwisu CinemaScore, zajmującego się mierzeniem atrakcyjności filmów w Stanach Zjednoczonych, publiczność przyznała mu ocenę „B+” w skali od A+ do F. W badaniu przeprowadzonym przez konkurencyjny PostTrak 78% widowni przyznała pozytywną ocenę, a 64% publiczności „zdecydowanie poleca” film.